# Timimoun (distrito)
Timimoun é um distrito localizado na província de Adrar, no centro-sul da Argélia. Em 2008, sua população era de 41 279 habitantes.

## Comunas
O distrito está dividido em duas comunas:
- Timimoun
- Ouled Said